# Louis Dufour
Louis Dufour, švicarski hokejist, * 26. julij 1901, Švica, † maj 1960. 
Dufour je bil hokejist švicarske reprezentance, s katero je nastopil na treh olimpijskih igrah, tudi na Zimskih olimpijskih igrah 1928, kjer je osvojil bronasto medaljo, in več evropskih prvenstvih, na katerih je osvojil po eno zlato bronasto medaljo.